# I'll Only Marry a Sport
I'll Only Marry a Sport è un cortometraggio muto del 1909. Il nome del regista non viene riportato nei credit del film.

## Trama
Un giovanotto si dichiara a Mary ma lei lo rifiuta perché gli dice che accetterà solo un ragazzo sportivo che potrà dimostrarle di essere andato in bicicletta e di aver raggiunto almeno tremila miglia. Lui si arrovella perché non sa neppure andare in bici: se ne compera una e, per prima cosa, deve imparare a stare in sella. Quando finalmente prende confidenza con il mezzo, gli viene un'idea. Siccome non ce la farà mai a percorrere tremila miglia, incarica un ragazzino di girare la ruota da fermo mentre lui schiaccia un pisolino su una panchina. Il tachimetro comincia a girare, segnando le miglia. Qualche tempo dopo, Mary si mette a seguire il suo spasimante per vedere dove sta andando: scopre così il trucco. Lui, come al solito, si mette a dormire: quando si sveglia, vede che a girare la ruota non c'è più il bambino, ma la stessa Mary che, sorridendo, gli mostra come il tachimetro ha finalmente raggiunto la fatidica meta delle tremila miglia.

## Produzione
Il film fu prodotto dalla Lubin Manufacturing Company.

## Distribuzione
Distribuito dalla Lubin Manufacturing Company, il film - un cortometraggio della lunghezza di 120 metri - uscì nelle sale cinematografiche statunitensi il 4 marzo 1909. Nelle proiezioni, veniva programmato con il sistema dello split reel, accorpato in un'unica bobina con un altro cortometraggio prodotto dalla Lubin, il drammatico The Last Call.